# Аеростат
Аеростатът (на гръцки: αερ – въздух и на гръцки: στατóσ – стоящ) е летателен апарат, по-лек от въздуха.
Във Франция (на френски: aérostat) и Русия (на руски: аэростат) този термин е разпространен. С това твърде общо понятие са наименувани всички летателни апарати по-леки от въздуха (балони, дирижабли), независимо от техните разновидности и различия. В Англия и Германия, макар и да е известно названието аеростат, летателните апарати на този принцип се назовават с конкретни имена и са популярни като балони и дирижабли, в зависимост от използваните принципи на летене и управление. С такива имена тези технически средства са известни и в България, като с това точно се подразбират формата, размерите, използвания газ или газови смеси и начина за придвижване, управление и експлоатация. В българския език, възприето от руски, със стратострат (стратосферен аеростат) е наречен балона „Осовоахим“ и другите подобни летателни апарати за стратосферни изследвания. Стратостратите са неуправляеми свободно летящи балони и са конструирани така, че да се издигнат на височина по-голяма от 11 km. Характерното при тях е много големия обем на балона, позволяващ увеличение на размерите, поради ниското околно въздушно налягане на голяма височина.
Подемната сила при аеростатите се дължи на разликата в плътността на газа в аеростата и този на заобикалящата го среда в съответствие със закона на Архимед.

## Балон и дирижабъл
Балонът е кълбовиден летателен апарат, направен от лек пластичен и импрегниран материал. Пълни се с газ по-лек от въздуха. За пилотите, товарите и съоръженията, свързани с полета е прикачена гондола (обикновено кош от алуминиев каркас, изплетен със здрави и гъвкави пръчки). Той е зависим от въздушните течения и няма двигател.
Дирижабълът има аеродинамична форма, независим е от въздушните течения и може да се движи по предварително подготвен маршрут. Има кормила за управление по височина и посока. Теглителната му сила се създава от въздушни витла, задвижвани от двигатели.

## Леки газове
Аеростатите се пълнят с по-леки от въздуха газове (водород, хелий, горещ въздух) и поради това се издигат нагоре, като мехурче въздух във водата. Водородът осигурява силен подем, но е лесно запалим. В съвременните дирижабли се използва главно по-безопасният хелий.
Възможностите за създаване на подемна сила се виждат от параметъра плътност на газа.

Водород – 0,0899 kg/m3

Хелий – 0,1785 kg/m3

Азот – 1,2506 kg/m3

Въздух – 1,29 kg/m3
Издигането на балоните се подпомага чрез изхвърляне на баласт, и вкарване на повече топъл въздух от газовата горелка, а спускането – чрез изпускане на газ през клапан (процеп) в горната част на балона. Предназначените за по-големи височини са с херметически затворена гондола и снабдени с инсталация за осигуряване кислород на екипажа.